# ニコラス・ヴィオーラ
ベニート・ニコラス・ヴィオーラ（Benito Nicolas Viola, 1989年10月12日 - ）は、イタリア・オッピド・マメルティーナ出身のサッカー選手。カリアリ・カルチョ所属。ポジションはミッドフィールダー。

## 経歴
1989年10月12日、イタリア・カラブリア州オッピド・マメルティーナに生まれ、レッジーナ・カルチョの下部組織で育った。19歳で迎えた2009年1月11日、ホームで行われた第18節のSSラツィオ戦で交代出場しセリエAにデビューをした。
2012年1月30日、レッジーナとの共同保有の形でセリエAのUSチッタ・ディ・パレルモと2016年6月までの契約を結んだ。2011-12シーズン終了までの残り半年は引き続きレッジーナでプレーした。
2013年8月1日、共同保有権の半分がレッジーナからテルナーナ・カルチョに移り、パレルモとテルナーナの共同保有のもと2013-14シーズンからはセリエBのテルナーナでプレーした。
2015年8月2日、セリエBに昇格したノヴァーラ・カルチョに加入した。
2017年1月31日、セリエBのベネヴェント・カルチョに2年半の契約で加入した。クラブはこのシーズンの昇格プレーオフを勝ち抜き、初のセリエA参入を決めると、2018年2月18日に行われた2017-18シーズン第25節のFCクロトーネ戦でセリエAでの自身初得点を決めた。
2021年10月20日、セリエAのボローニャFCにフリートランスファーで加入した。
2022年7月2日、セリエBに降格したカリアリ・カルチョに2年契約で加入した。

## 人物
- 1歳年下の弟アレッシオ・ヴィオーラ（英語版）もサッカー選手である[8]。
- 2023年11月に「共感（empatia）」に関する研究を発表し、心理学の学位を取得した[9]。

## タイトル
ベネヴェント
- セリエB：2019-20